# Heathrow Terminal 4 (metropolitana di Londra)
Heathrow Terminal 4 è una stazione della metropolitana di Londra, situata sul ramo di Heathrow della linea Piccadilly. Si trova nella Travelcard Zone 6.

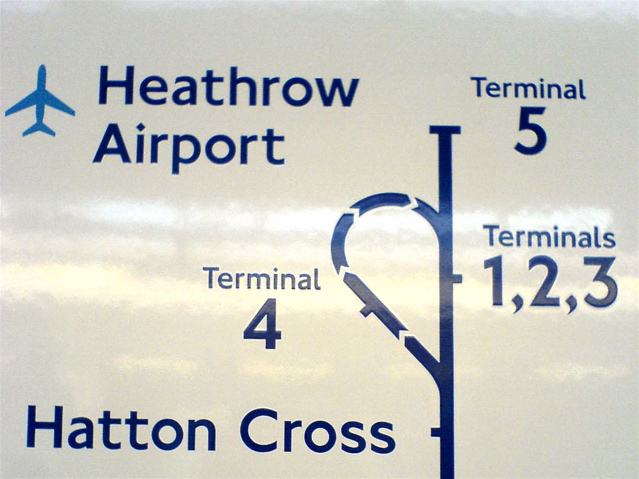
Parte della mappa della linea Piccadilly che mostra le stazioni a Heathrow e la disposizione dei tunnel.

## Storia
La stazione fu aperta il 12 aprile 1986 per servire il Terminal 4 dell'aeroporto di Heathrow, all'epoca aperto di recente. È situata su un raccordo monodirezionale a binario singolo tra la stazione di Hatton Cross e Heathrow Terminals 2 & 3. La stazione è una delle quattro dell'intera rete metropolitana che ha una sola piattaforma, ed è l'unica che ha treni che corrono in una sola direzione. È adiacente alla stazione ferroviaria del Terminal 4, utilizzata in passato dai convogli dell'Heathrow Connect e servita oggi dalla linea Elizabeth.
La stazione chiuse il 7 gennaio 2005 per consentire l'inizio dei lavori per la costruzione del tunnel verso la stazione di Heathrow Terminal 5. I passeggeri diretti al terminal 4 venivano trasportati con un bus navetta da Hatton Cross. Questa situazione durò fino al 17 settembre 2006, quando i lavori di costruzione furono sufficientemente avanzati da consentire la riapertura del tunnel e della stazione del Terminal 4 (modernizzato con nuovi accorgimenti di sicurezza e nuove tecnologie per gli avvisi sonori ai passeggeri).
Dopo l'apertura della stazione del Terminal 5, avvenuta il 27 marzo 2008 la modalità operativa dei servizi sulla linea è di treni (provenienti da Londra verso l'aeroporto) che si alternano in successione. Un treno procede verso il Terminal 4 lungo il raccordo circolare e, passando dal Terminal 2 & 3, ritorna verso il centro di Londra. Un treno procede direttamente per i Terminal 2 & 3 e il Terminal 5.
Fino al 2012, non era ammesso il trasferimento libero fra le 3 stazioni dell'aeroporto, a differenza di quanto avveniva per l'Heathrow Express. Nel gennaio 2012 fu introdotta la possibilità per i possessori di Oyster card di viaggiare gratuitamente fra i terminal usando la linea Piccadilly. Il trasferimento dal Terminal 2 & 3 e dal Terminal 5 al Terminal 4 richiede un cambio di treno a Hatton Cross (in quanto la linea è monodirezionale fra Hatton Cross e il Terminal 4); questo viaggio è gratuito anche se tecnicamente Hatton Cross non fa parte della zona di "free travel".
Il 9 maggio 2020, la stazione di Heathrow Terminal 4 è stata chiusa temporaneamente, in coincidenza con la chiusura del Terminal 4 dell'aeroporto per via della Pandemia di COVID-19. La stazione ha riaperto il 14 giugno 2022.

## Interscambi

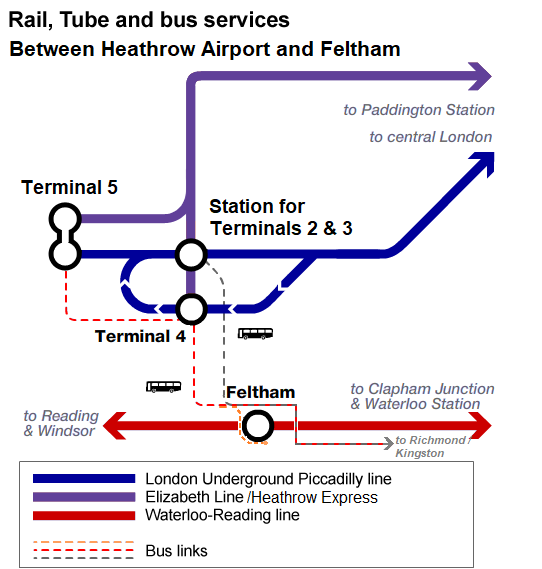
Mappa degli interscambi con le stazioni ferroviarie.

La fermata costituisce interscambio con la stazione ferroviaria omonima.
Nelle vicinanze della stazione effettuano fermata alcune linee automobilistiche urbane, gestite da London Buses.
- Stazione ferroviaria (Heathrow T4 - Heathrow Express, TfL Rail)
- Fermata autobus

## Galleria d'immagini

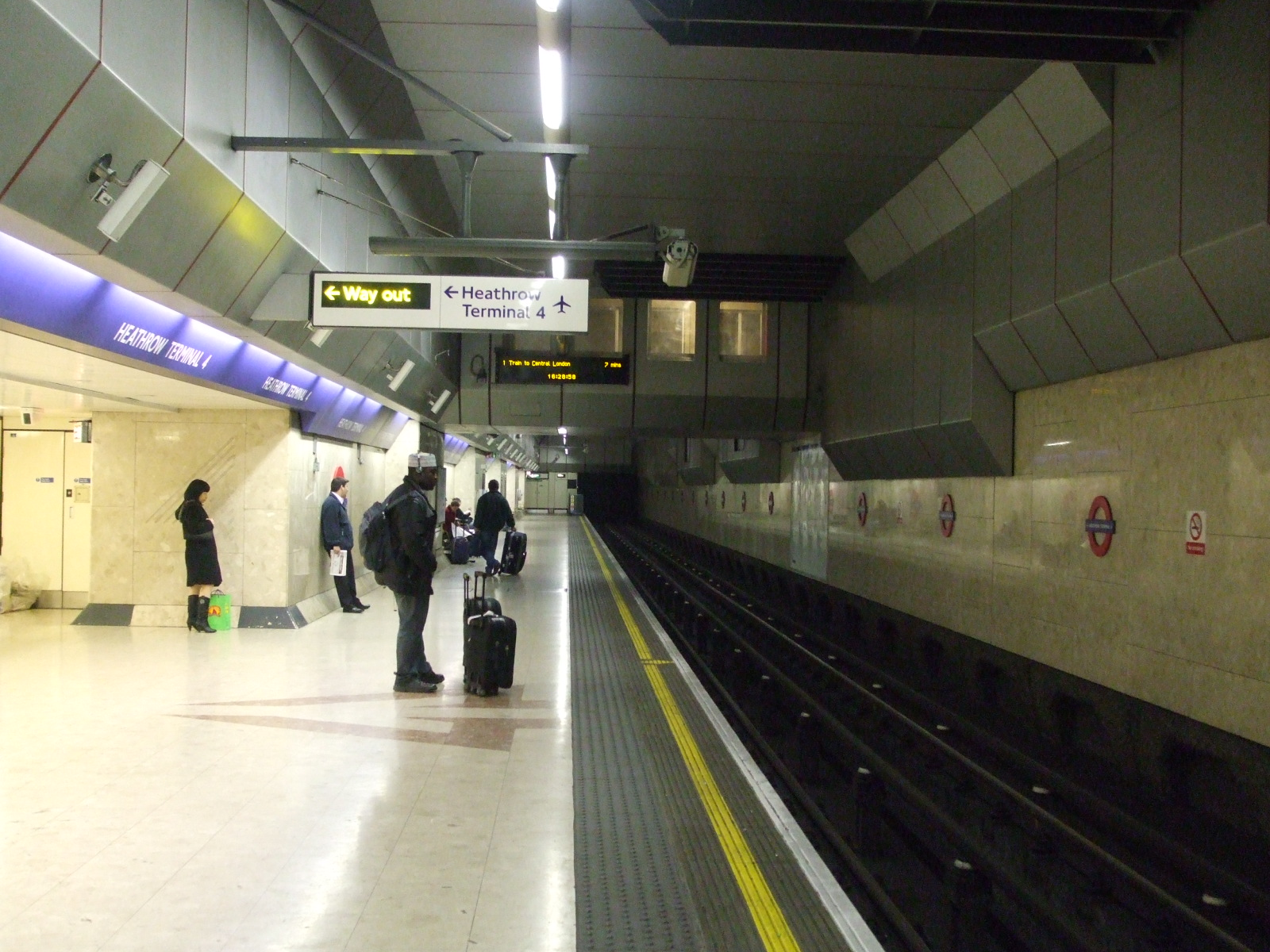
Vista lungo la banchina della stazione in direzione est
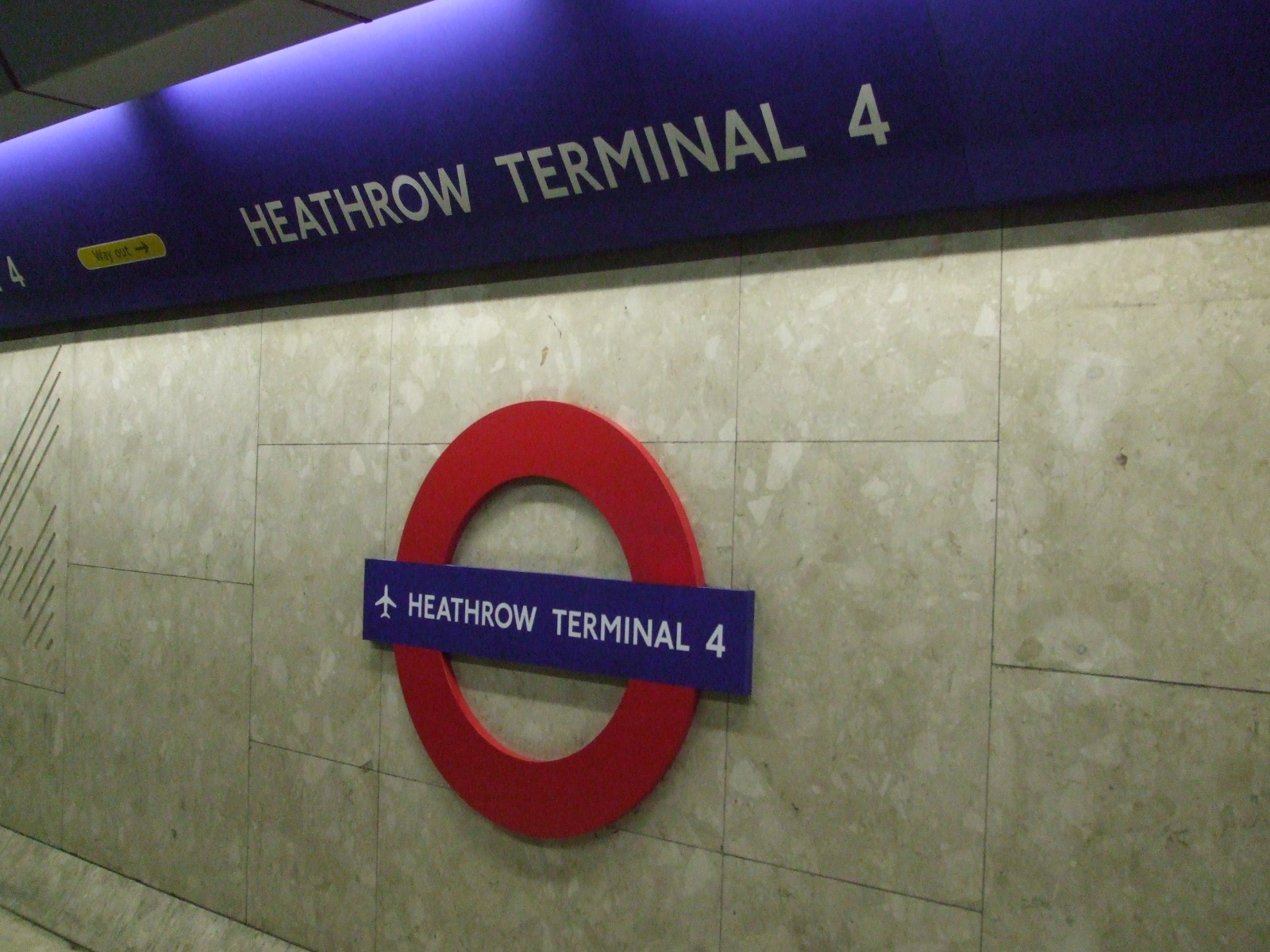
Roundel sulla piattaforma di Heathrow Terminal 4
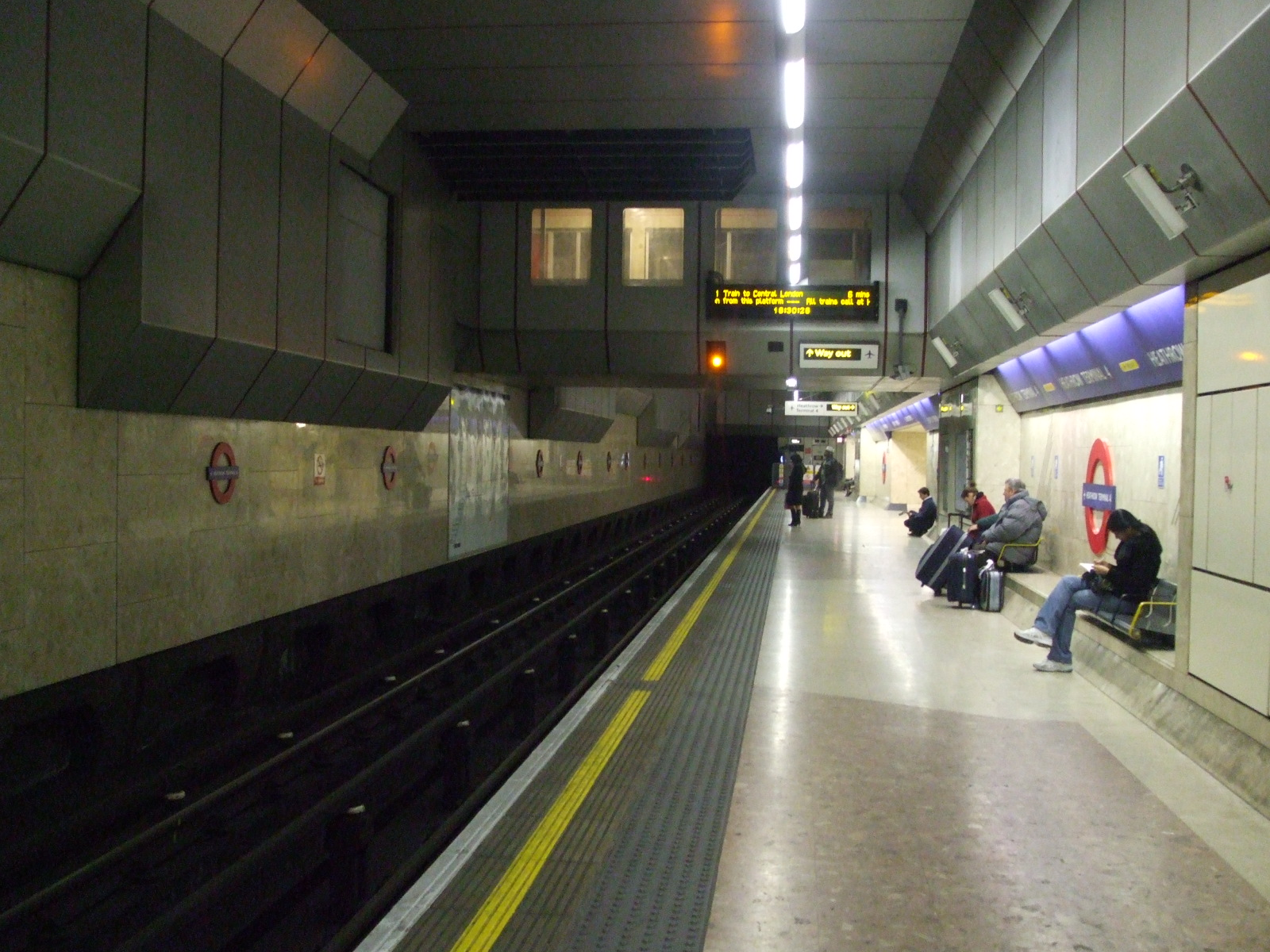
Vista lungo la banchina della stazione in direzione ovest